# 张彭熹
张彭熹（1931年2月5日—）是一位中国盐湖地球化学家。

## 生平
出生于天津。1956年毕业于北京地质学院。1997年当选为中国科学院院士。中国科学院青海盐湖研究所研究员。曾任中国科学院青海盐湖研究所所长。